# Chrysobothris sexpunctata
Chrysobothris sexpunctata es una especie de escarabajo del género Chrysobothris, familia Buprestidae. Fue descrita científicamente por Fabricius en 1801.